# Сільський округ імені Ільясова
Сільський округ імені Ілья́сова (каз. Ілиясов ат. а. ауылдық округі, рос. Сельский округ имени Ильясова) — адміністративна одиниця у складі Сирдар'їнського району Кизилординської області Казахстану. Адміністративний центр та єдиний населений пункт — село імені Нагі Ільясова.
Населення — 2202 особи (2021; 2217 у 2009, 2291 у 1999, 2217 у 1989).
Станом на 1989 рік існувала Бесозецька сільська рада (село 50 літ Казахської РСР).